# Maldoua
Maldoua est une localité du Cameroun située dans l'arrondissement de Meri, le département du Diamaré et la région de l’Extrême-Nord. Elle fait partie du canton de Ouazzang.

## Population
En 1974, la localité comptait 249 habitants, des Moufou.
Lors du dernier recensement de 2005, on y a dénombré 547 habitants, soit 266 hommes (48,63%) pour 281 femmes (51,37 %). 

## Initiatives de développement
Le nom du village Maldoua n’est pas mentionné dans le plan de développement communal de l’Arrondissement de Méri.